# Bloodrock (альбом)
Bloodrock — дебютный альбом американской хард-рок-группы Bloodrock, выпущенный 16 марта 1970 года.
Кроме композиций, написанных самими участниками группы, в альбом также включены три песни американского гитариста Джона Нитзингера, который был знаком с группой и написал песни специально для данного альбома. Композиции Нитзингера также встречаются во всех последующих альбомах группы до Bloodrock U.S.A. включительно.

## Список композиций
| №                   | Название                          | Автор(ы)                                                   | Длительность |
| ------------------- | --------------------------------- | ---------------------------------------------------------- | ------------ |
| 1.                  | «Gotta Find a Way»                | Джим Ратледж, Ли Пикенс, Ник Тейлор, Стиви Хилл, Эд Гранди | 6:32         |
| 2.                  | «Castle of Thoughts»              | Ратледж, Пикенс                                            | 3:25         |
| 3.                  | «Fatback»                         | Ратледж, Гранди                                            | 3:21         |
| 4.                  | «Double Cross»                    | Джон Нитзингер                                             | 5:15         |
| 5.                  | «Timepiece»                       | Эймс О’Нил                                                 | 5:58         |
| 6.                  | «Wicked Thruth»                   | Нитзингер                                                  | 4:46         |
| 7.                  | «Gimme Your Head»                 | Гранди                                                     | 2:43         |
| 8.                  | «Fantastic Piece of Architecture» | Ратледж, Хилл                                              | 8:46         |
| 9.                  | «Melvin Laid an Egg»              | Нитзингер                                                  | 7:24         |
| Общая длительность: | Общая длительность:               | Общая длительность:                                        | 48:10        |

## Участники записи
- Джим Ратледж — вокал, ударные
- Ли Пикенс — соло-гитара
- Ник Тейлор — ритм-гитара, бэк-вокал
- Стиви Хилл — клавишные, бэк-вокал
- Эд Гранди — бас-гитара, бэк-вокал
- Терри Найт[англ.] — продюсер

## Позиция в хит-парадах
| Год  | Страна | Хит-парад          | Позиция |
| ---- | ------ | ------------------ | ------- |
| 1970 | США    | Billboard Top LP’s | 160     |